# Баррон, Гарри
Гарри Баррон (англ. Harry Barron; 11 августа 1847, Денмарк-Хилл, Суррей, Англия — 27 марта 1921, Уэйбридж, Суррей, Англия) — британско-австралийский военный и политический деятель, 10-й губернатор Тасмании (1909—1913), 16-й губернатор Западной Австралии (1913—1917), генерал-майор.

## Биография
Гарри Баррон родился 11 августа 1847 года в Денмарк-Хилле (графство Суррей, Англия) в семье Чарльза Баррона (Charles Barron) и Элизабет Баррон, урождённой Пиджен (Elizabeth Barron, née Pigeon). Он обучался в Королевской военной академии в Вулидже и, окончив её, в 1867 году стал лейтенантом Королевского полка артиллерии. После этого он неуклонно продвигался по службе — в 1879 году стал капитаном, а к 1904 году дослужился до генерал-майора. С 1904 по 1908 год он командовал Королевской артиллерией на Мальте. В 1907 году он стал командором Королевского Викторианского ордена (C.V.O.), а при выходе в отставку — рыцарем-командором ордена Святых Михаила и Георгия (K.C.M.G.).
По окончании военной службы началась политическая карьера Гарри Баррона в Австралии. В сентябре 1909 года он был назначен губернатором Тасмании, и работал в этой должности до марта 1913 года.
Затем Гарри Баррон был назначен губернатором Западной Австралии, и находился в этой должности с марта 1913 года по апрель 1917 года.
После этого он переехал назад в Англию и поселился в Уэйбридже (графство Суррей). С 1877 года он был женат на Кларе Эмили (Clara Emily), у них была одна дочь. Гарри Баррон скончался в Уэйбридже 27 марта 1921 года в возрасте 73 лет.

## Память
В честь Гарри Баррона назван перевал Баррон рядом с горой Френчменс-Кап на западе Тасмании.
В честь Клары Эмили Баррон, жены Гарри Баррона, названы ручей Леди-Баррон-Крик и находящийся на нём водопад Леди-Баррон, расположенные в национальном парке Маунт-Филд в центральной части Тасмании.